# Спасо-Преображенський кафедральний собор (Дніпро)
Спа́со-Преображе́нський кафедра́льний собо́р Дніпра́ — центральний храм Дніпропетровської єпархії УПЦ МП.

## Про храм
Престольне свято — в День Преображення Господнього, 19 серпня. Розташований у Нагірній частині міста Дніпро (у Соборному адміністративному районі, на Соборній площі). За задумом Григорія Потьомкіна, собор мав бути вищим за римський собор Святого Петра на 1 аршин.
1786 року імператриця Катерина ІІ власноруч заклала собор. Австрійський імператор Йосип ІІ Габсбург, який брав участь у церемонії, висловився з цього приводу: «Катерина заклала перший камінь, а я другий — і останній». Вдалося побудувати тільки фундамент. Після смерті Катерини ІІ амбітним планам не дано було збутися.
Собор побудували на новому фундаменті, менших розмірів 1835 року. На старому же фундаменті побудували огорожу, що відбудували вже у 1990-і роки.
27 лютого 1916 р. у суботу 1-го тижня у Посту Єпископ Агапіт провадив божественну Літургію в Кафедральному соборі під час якої висвятив в ієреї диякона Федора Андрійовича Чепурківського.
На початку 1990-х років утворилася Спасо-Преображенська громада Дніпропетровсько-Запорізької єпархії Української Автокефальної Православної Церкви (яка й досі знаходиться біля Преображенського собору на вулиці, тепер уже бувши громадою Київського патріархату). Старостою громади було обрано п. Лідію Яценко. Богослужіння проводилися на південних сходах собору. 1991 року, коли постало питання про передачу Преображенського собору УПЦ МП парафіяни оголосили голодування. Численні суди (навіть Верховний) результату не давали. Було вчинено спробу утримувати храм силою, протестуючі протрималися там 16 днів, але це не дало жодного результату. 21 січня 1992 року Спасо-Преображенський собор було передано Дніпропетровській єпархії УПЦ МП.

## Історія
- 1786: перший проєкт храму, який так і не було втілено.
- 1835: відкриття собору.
- 1930–1988: служби в соборі не велися.
- 1930—1941: за ініціативою Д. І. Яворницького собор передали на баланс музею, створивши в ньому антирелігійний музей.
- 1941: під час німецької окупації служби в соборі були тимчасово поновлені.
- 1975–1988: в приміщенні храму був заснований музей релігії та атеїзму.
- початок 1990-х років: зареєстровано Спасо-Преображенську парафію Української Автокефальної Православної Церкви, яка претендувала на будівлю собору. Проводилися богослужіння на подвір'ї храму.
- 1992, 21 січня: храм офіційно передано УПЦ-МП. Початок реставрації первинного вигляду собору.

## Галерея

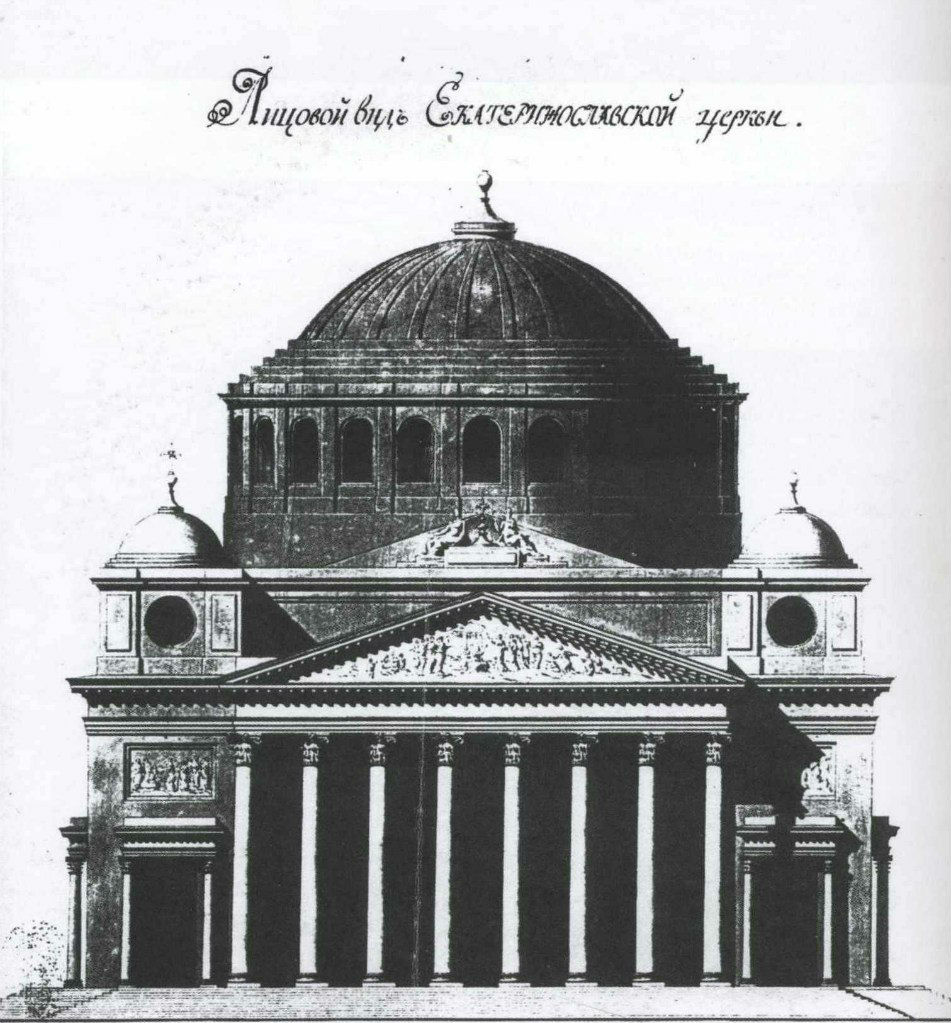
Початковий не реалізований проєкт Преображенського собору Клода Геруа. Лицьовий вигляд
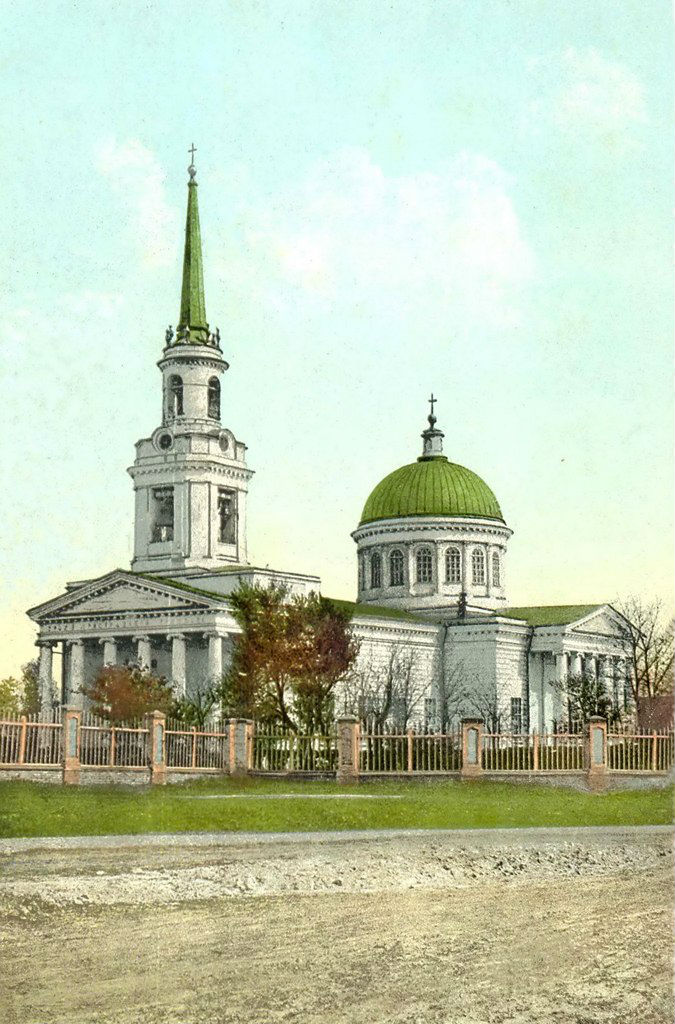
Листівка початку ХХ ст.
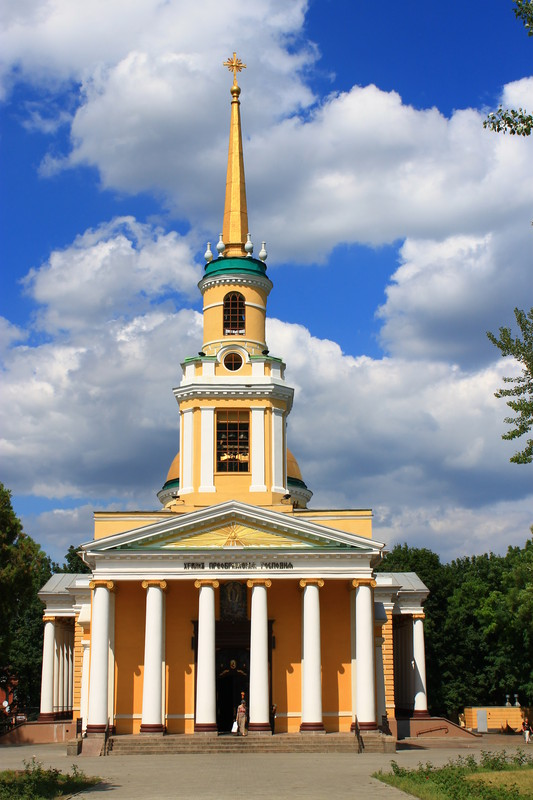
Головний фасад собору з видом на дзвіницю
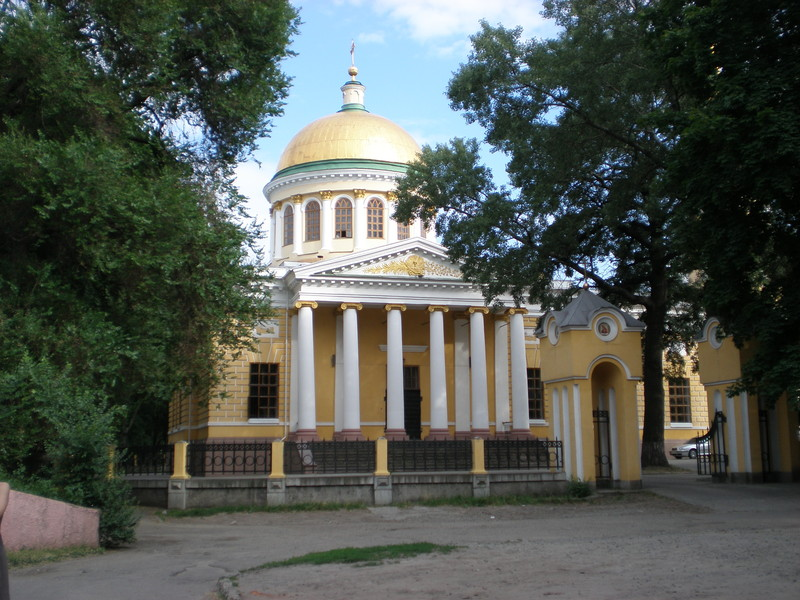
Вид на задню колонаду
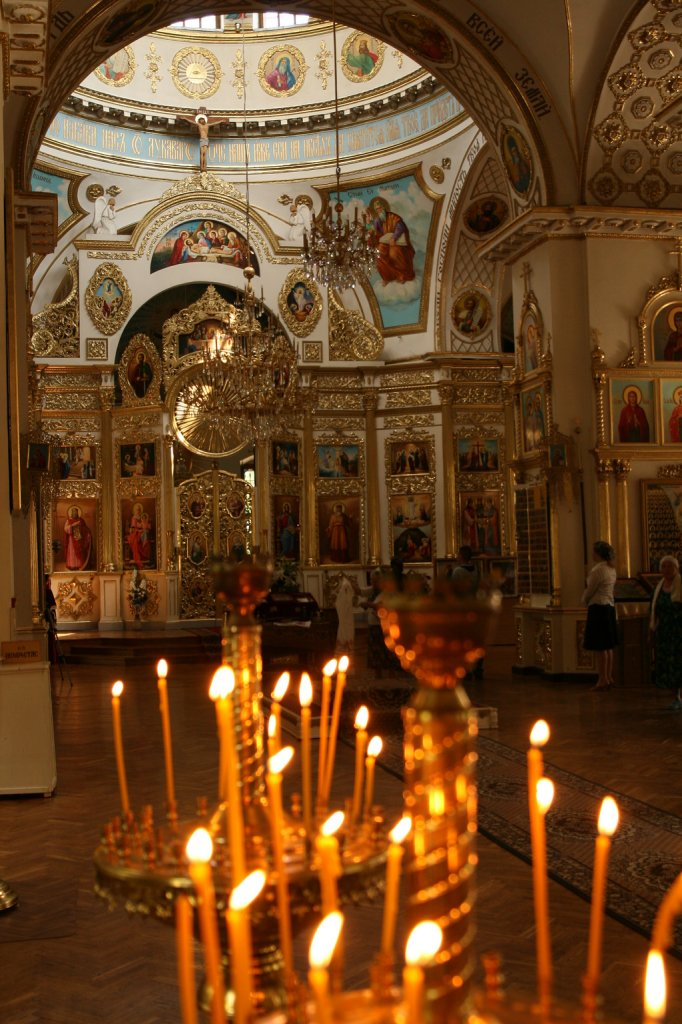
Інтер'єр
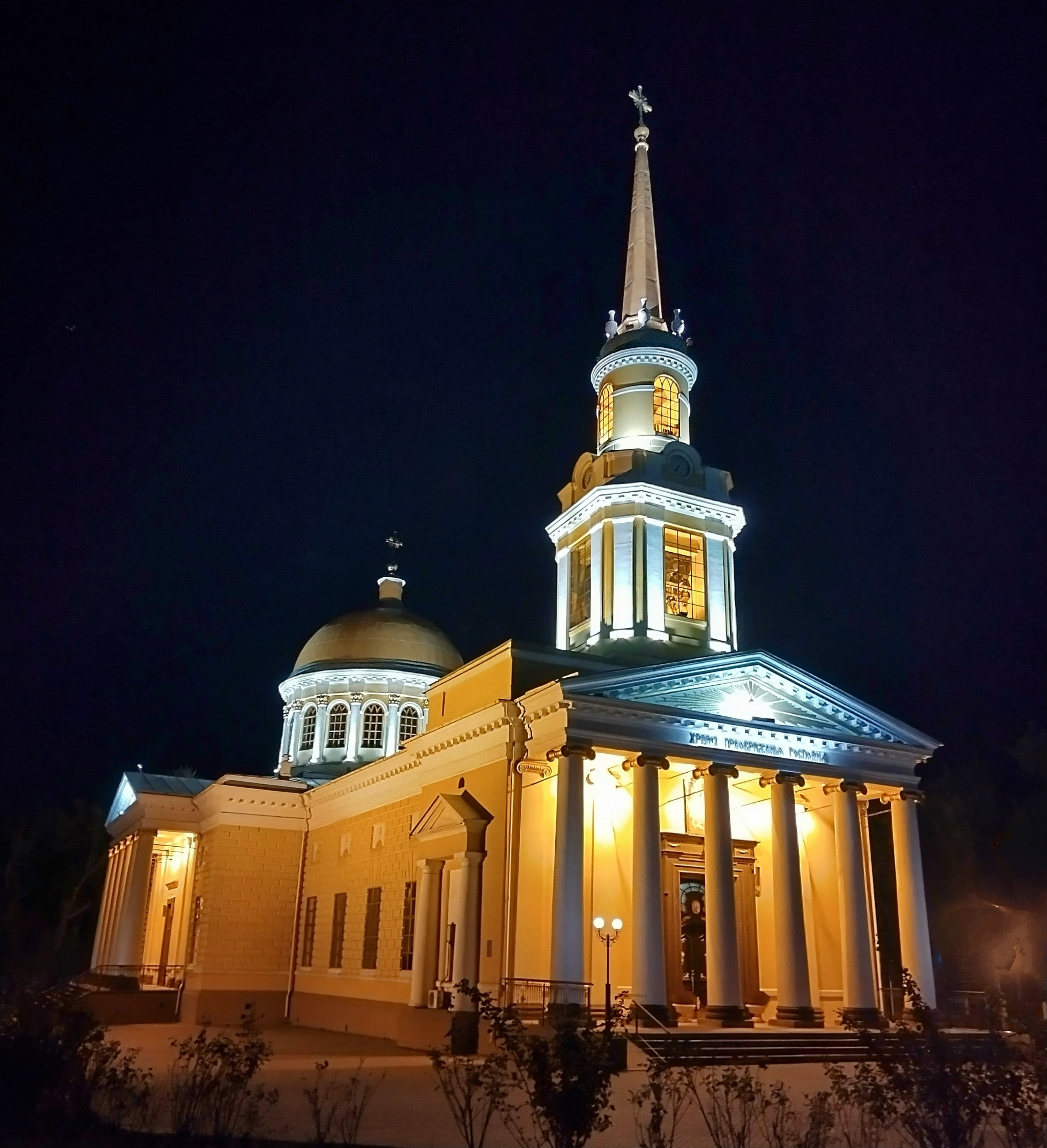
Підсвічування собору вночі